# Faustabryna
Faustabryna es un género de escarabajos longicornios de la tribu Pteropliini.

## Especies
- Faustabryna fausta (Newman, 1842)
- Faustabryna metallica (Breuning, 1938)
- Faustabryna mindanaoensis (Breuning, 1980)
- Faustabryna vivesi (Breuning, 1981)
- Faustabryna celebiana Vives, 2014
- Faustabryna multialboguttata (Breuning, 1960)
- Faustabryna affinis Vives, 2014